# Brgulje
Brgulje (italsky Melada) je malá vesnice a přímořské letovisko v Chorvatsku v Zadarské župě, spadající pod opčinu města Zadar. Je jednou ze tří vesnic na ostrově Molat. V roce 2011 zde žilo celkem 48 obyvatel. V roce 1991 byli všichni obyvatelé Chorvati.
Sousedními vesnicemi jsou Molat a Zapuntel.